# Sergio Obeso Rivera
Sergio Obeso Rivera (Xalapa-Enríquez, 31 de octubre de 1931-Coatepec, 11 de agosto de 2019) fue un arzobispo y cardenal católico mexicano. Fue desde 2007 hasta su fallecimiento se desempeñó como arzobispo emérito de la arzobispo de Xalapa, entre 1979 a 2007 y obispo de Papantla, entre 1971 a 1974.

## Biografía

### Primeros años
Sergio nació el 31 de octubre de 1931, en el municipio veracruzano de Xalapa-Enríquez,  México. Por razones de encontrar mejores servicios de salud que en el pueblo de Las Vigas de Ramírez, Veracruz, es donde residió toda su infancia junto con su familia, por lo que él se considera originario de este municipio de Las Vigas. Sus padres fueron Emilio Obeso, originario de Asturias, España, y Estela Rivera, nativa de Las Vigas, Veracruz. Hasta la edad de nueve años Sergio Obeso radicó en esa comunidad.

### Formación
Al terminar su instrucción primaria, es admitido en el seminario el 23 de enero de 1944. Al concluir los estudios de Humanidades fue enviado a la ciudad de Roma para cursar Filosofía y Teología en la Universidad Gregoriana, como alumno del Pontificio Colegio Pío Latino Americano. Terminó la Licenciatura en Filosofía y obtuvo el Doctorado en Teología. 

### Sacerdocio
Recibió la Ordenación Sacerdotal en la ciudad de Roma, Italia, el 31 de octubre de 1954. Celebró su primera misa en la Basílica de Guadalupe en la Ciudad de México.  
A su regreso a México desempeñó sus servicios en el seminario de 1955 a 1971. Durante este período fue prefecto de filosofía y teología, director espiritual y rector. Al mismo tiempo se desempeña como Capellán del Convento de las entonces Monjas Capuchinas del Santísimo Sacramento, (ahora Misioneras Eucarísticas Franciscanas). 

## Episcopado

### Obispo de Papantla
El 30 de abril de 1971 el papa Pablo VI lo designa obispo de Papantla. Recibe la Consagración Episcopal el 29 de junio de 1971 en Teziutlán, Puebla. Sirvió durante dos años y ocho meses en esta diócesis.

### Arzobispo en Xalapa
El 18 de enero de 1974, Pablo VI lo nombra Arzobispo Titular de Uppenna y Coadjutor de Xalapa.
Tras el fallecimiento del arzobispo Emilio Abascal Salmerón, lo sucede en el cargo, como arzobispo de Xalapa, el 12 de marzo de 1979. El 18 de noviembre de 1982 resulta elegido presidente de la Conferencia del Episcopado Mexicano (CEM) en la XXX Asamblea Plenaria para el período 1983/1985. 
El 14 de noviembre de 1985 fue reelecto presidente de la CEM para un segundo período, hasta noviembre de 1988. En noviembre de 1988 es nombrado presidente de la Comisión Episcopal del Clero, cargo que ha desempeñado durante dos trienios. Nuevamente, en la LVII Asamblea Plenaria del Episcopado Mexicano (CEM) fue nombrado presidente para el período 1995-1997. En la Asamblea Plenaria LXX de la CEM, realizada en el mes de noviembre de 2000, es nombrado presidente de la Comisión Episcopal de Pastoral Social, para el trienio: 2001-2003. Es reelegido con el mismo cargo para el trienio 2004-2006 y lo desempeña hasta noviembre de 2005.

### Renuncia
El 10 de abril de 2007, Benedicto XVI acepta su renuncia al gobierno pastoral de la Arquidiócesis.
En 2008 tuvo que afrontar una de las mayores penas de su carrera eclesiástica al despedirse de un amigo de toda su vida desde el seminario, Mons.Guillermo Ranzahuer obispo emérito de San Andrés Tuxtla.

### Cardenalato
En el consistorio del 28 de junio de 2018, el  papa Francisco lo creó  cardenal, con el título de San León I.

### Fallecimiento
Falleció el 11 de agosto de 2019 después de las 20:40 horas en Coatepec, Veracruz donde radicó hasta el día de su fallecimiento. Fue sepultado en las Criptas para los obispos y Arzobispos en la Catedral Metropolitana de Xalapa, el 13 de agosto del 2019.